# Smilicerus
Smilicerus is een geslacht van kevers uit de familie  
kniptorren (Elateridae).
Het geslacht is voor het eerst wetenschappelijk beschreven in 1860 door Candèze.

## Soorten
Het geslacht omvat de volgende soorten:
- Smilicerus belti Sharp, 1880
- Smilicerus bitinctus Candèze, 1860
- Smilicerus boliviensis Fleutiaux, 1940
- Smilicerus prenolobinatus
- Smilicerus sallei Candèze, 1860
- Smilicerus zonatus Candèze, 1881